# Blacks Harbour
Pour les articles homonymes, voir Black.
Blacks Harbour est un ancien village du Nouveau-Brunswick, au Canada. Il fait partie de la communauté rurale d'Eastern Charlotte depuis la réforme de la gouvernance locale du 1er janvier 2023.

## Toponyme
L'origine du nom Blacks Harbour est inconnue.

## Géographie

### Situation
Blacks Harbour est situé à près de soixante kilomètres à l'ouest de Saint-Jean, au bord de la baie de Fundy.
Le territoire comprend trois péninsules, terminées successivement par la pointe de Letang, la pointe Pea et la pointe Deadmans. Les trois péninsules forment du nord au sud la baie Blacks et la baie Deadmans. Le village est rattaché par le continent à l'est, est bordé par la baie de Letang au nord et par la baie de Fundy des autres côtés. Une presqu'île est rattachée par un isthme à la péninsule la plus au nord. Celle-ci forme l'anse Greenlaw à l'ouest et l'anse Sturgeon à l'est. Le relief est accidenté, la colline Hawkins, sur la péninsule ouest, culmine à plus de 70 mètres. Le centre du village est situé sur la péninsule centrale. Il y a quatre hameaux, dont le principal est Deadmans Harbour, sur la baie du même nom.
La seule municipalité limitrophe, à l'est, est Pennfield. Blacks Harbour a une superficie de 8,90 kilomètres carrés.

### Logement
Le village comptait 415 logements privés en 2006, dont 400 occupés par des résidents habituels. Parmi ces logements, 80,0 % sont individuels, 13,8 % sont jumelés, 2,5 % sont en rangée, 0,0 % sont des appartements ou duplex et 3,8 % sont des immeubles de moins de cinq étages. 73,8 % des logements sont possédés alors que 26,2 % sont loués. 91,2 % ont été construits avant 1986 et 12,5 % ont besoin de réparations majeures. Les logements comptent en moyenne 6,4 pièces et 0,0 % des logements comptent plus d'une personne habitant par pièce. Les logements possédés ont une valeur moyenne de 77 164 $, comparativement à 119 549 $ pour la province.

## Histoire

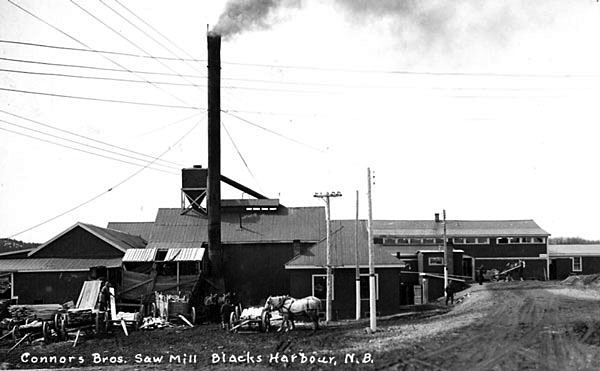
La scierie Connors Brothers, vers 1930.

La côte de la baie de Fundy est la principale route navigable des Passamaquoddys, qui la fréquente en canots de mâchecoui jusqu'au XXe siècle.
Les premiers habitants en provenance de la Nouvelle-Angleterre s'établissent à Moose Island vers 1772.
Le bureau de poste est fondé en 1885. L'école de Blacks Harbour est inaugurée en 1953. Blacks Harbour est constitué en municipalité le 1er novembre 1972.

## Démographie
(juillet 2016).
Le village comptait 952 habitants en 2006, soit une baisse de 12,0 % en 5 ans. Il y avait alors en tout 405 ménages dont 290 familles. Les ménages comptaient en moyenne 2,3 personnes tandis que les familles comptaient en moyenne 2,7 personnes. Les ménages étaient composés de couples avec enfants dans 19,8 % des cas, de couples sans enfants dans 39,5 % des cas et de personnes seules dans 30,9 % des cas alors que 9,9 % des ménages entraient dans la catégorie autres (familles monoparentales, colocataires, etc.). 67,2 % des familles comptaient un couple marié, 22,4 % comptaient un couple en union libre et 12,1 % étaient monoparentale. Dans ces dernières, une femme était le parent dans 57,1 % des cas. L'âge médian était de 41,0 ans, comparativement à 41,5 ans pour la province. 80,1 % de la population était âgée de plus de 15 ans, comparativement à 83,8 % pour la province. Les femmes représentaient 51,6 % de la population, comparativement à 51,3 % pour la province. Chez les plus de 15 ans, 27,9 % étaient célibataires, 48,7 % étaient mariés, 5,2 % étaient séparés, 8,4 % étaient divorcés et 9,7 % étaient veufs. De plus, 10,4 % vivaient en union libre.
| 1981  | 1986  | 1991  | 1996  | 2001  | 2006 | 2011 |
| ----- | ----- | ----- | ----- | ----- | ---- | ---- |
| 1 356 | 1 224 | 1 139 | 1 148 | 1 082 | 952  | 982  |

| 2016 | - | - | - | - | - | - |
| ---- | - | - | - | - | - | - |
| 894  | - | - | - | - | - | - |

## Administration
(juillet 2016).

### Conseil municipal
Le conseil municipal est formé d'un maire et de cinq conseillers.
Le conseil précédent est formé à la suite de l'élection du 12 mai 2008 ; tous les conseillers sont alors élus par acclamation tandis que Terry James remporte le siège de mairesse face au candidat Kenneth W. Hooper. Le conseiller Wayne Douglas Thompson est élu lors d'une élection partielle tenue le 11 mai 2009. La conseillère Nathalie C. Harris est ensuite élue par acclamation lors d'une élection partielle tenue le 9 mai 2011. Le conseil municipal actuel est élu lors de l'élection quadriennale du 14 mai 2012. Le conseil municipal actuel est élu lors de l'élection quadriennale du 10 mai 2016.
Conseil municipal actuel
| Mandat      | Fonctions   | Nom(s)                                                                                          |
| ----------- | ----------- | ----------------------------------------------------------------------------------------------- |
| 2012 - 2016 | Maire       | Terry James                                                                                     |
| 2012 - 2016 | Conseillers | Darlene F. Anthony, Carolyn M. Breau, Mike T. Chase, Nathalie Carolyn Harris et David R. Mahar. |

Anciens conseils municipaux
| Mandat      | Fonctions   | Nom(s)                                                                                              |
| ----------- | ----------- | --------------------------------------------------------------------------------------------------- |
| 2008 - 2012 | Maire       | Terry James                                                                                         |
| 2008 - 2012 | Conseillers | Douglas E. Cooke, David R. Mahar, Louise Elizabeth McLaughlin, Nathalie C. Harris et Carolyn Breau. |

|  | Indépendant | 1986 - 2004     | Kenneth W. Hopper |
|  | Indépendant | 2004 - en cours | Terry James       |

### Commission de services régionaux
Blacks Harbour fait partie de la Région 10, une commission de services régionaux (CSR) devant commencer officiellement ses activités le 1er janvier 2013. Blacks Harbour est représenté au conseil par son maire. Les services obligatoirement offerts par les CSR sont l'aménagement régional, la gestion des déchets solides, la planification des mesures d'urgence ainsi que la collaboration en matière de services de police, la planification et le partage des coûts des infrastructures régionales de sport, de loisirs et de culture; d'autres services pourraient s'ajouter à cette liste.

### Représentation et tendances politiques
Blacks Harbour est membre de l'Union des municipalités du Nouveau-Brunswick.
 Nouveau-Brunswick: Blacks Harbour fait partie de la circonscription provinciale de Charlotte-Les-îles, qui est représentée à l'Assemblée législative du Nouveau-Brunswick par Rick Doucet, du Parti libéral. Il fut élu en 2006 et réélu en 2010.
 Canada: Blacks Harbour fait partie de la circonscription électorale fédérale de Nouveau-Brunswick-Sud-Ouest, qui est représentée à la Chambre des communes du Canada par Gregory Francis Thompson, ministre des Anciens Combattants et membre du Parti conservateur. Il fut élu lors de la 40e élection fédérale, en 1988, défait en 1993 puis réélu à chaque fois depuis 1997.

## Économie
Entreprise Charlotte, membre du Réseau Entreprise, a la responsabilité du développement économique.
C'est à Blacks Harbour, petit port de pêche de la baie de Fundy, qu'est implantée "Connors Brother Limited", la plus grosse usine de sardines du monde.

## Vivre à Blacks Harbour
L’école de Blacks Harbour accueille les élèves de la maternelle à la 6e année. C'est une école publique anglophone faisant partie du district scolaire #10. Il y a le NBCC-Saint-Andrews ainsi que le Centre des sciences de la mer Huntsman à Saint-Andrews ainsi que des universités offrant un plus grand nombre de formations à Fredericton et Saint-Jean. Il n'y a aucune école francophone dans le comté, les plus proches étant à Saint-Jean ou Fredericton. Les établissements d'enseignement supérieurs les plus proches sont situés dans le Grand Moncton.
C'est de Blacks Harbour que part le traversier pour l'île de Grand Manan. Blacks Harbour possède aussi le Centre de santé de Fundy, un poste d'Ambulance Nouveau-Brunswick, une caserne de pompiers, un bureau de poste et un foyer de soins agréés, la Fundy Nursing Home. Le détachement de la Gendarmerie royale du Canada le plus proche est à Saint-George.
L'église Stella Maris est une église catholique romaine faisant partie du diocèse de Saint-Jean.
Les anglophones bénéficient du quotidien Telegraph-Journal, publié à Saint-Jean, et de l'hebdomadaire Saint Croix Courier, publié à Saint-Stephen. Les francophones ont accès par abonnement au quotidien L'Acadie nouvelle, publié à Caraquet, ainsi qu'à l'hebdomadaire L'Étoile, de Dieppe.

## Culture

### Langues
Selon la Loi sur les langues officielles, Blacks Harbour est officiellement anglophone puisque moins de 20 % de la population parle le français.